# GMA Network
Джі-Ем-Ей Нетворк, скор. «Джі-Ем-Ей» (англ. GMA Network, Inc., скор. GMA, також відома як «The Kapuso Network») — філіппінська медіакомпанія зі штаб-квартирою в Кесон-Сіті. Він був заснований у 1950 році Робертом «дядько Боб» Стюарт.
Компанія керує кількома радіо- та телевізійними станціями на Філіппінах, телеканалом GMA, GTV, Super Radyo DZBB 594 і Barangay LS 97.1.

## Ефір

### Серіали
- Фантастичні діти
- Юридично сліпий
- Порушена віра
- Примадоннас
- Порахуйте зірки на небі
- Дочка Варая проти дочки Бідая
- Нащадки сонця
- Любов мого життя

### Програми
- 24 Oras
- Saksi
- Unang Hirit
- The Clash
- Daig Kayo ng Lola Ko
- Centerstage
- Magpakailanman
- Tadhana
- Maynila
- All-Out Sundays
- Eat Bulaga!
- Wowowin
- Bubble Gang
- Daddy's Gurl
- Dear Uge
- The 700 Club Asia
- The Boobay and Tekla Show
- Mars Pa More
- Sarap 'Di Ba?
- The Atom Araullo Specials
- Born to Be Wild
- Imbestigador
- Kapuso Mo, Jessica Soho
- Kapwa Ko, Mahal Mo
- Wish Ko Lang

## Телевізійні канали

### Національний

#### Поточний
- GMA — запущений 29 жовтня 1961 року, головний телеканал (новини, розваги та спорт)
- GTV — запущений 22 лютого 2021 року, вторинний телеканал (новини, розваги, спорт і стиль життя)
- Heart of Asia — запущений 29 червня 2020 року, зосереджений на азіатських телесеріалах і фільмах
- Hallypop (співвласником Jungo TV) — запущений 20 вересня 2020 року, канал азійської поп-культури
- I Heart Movies — запущений 5 квітня 2021 року, кіноканал
- Pinoy Hits — запущено 16 січня 2023 року, загальний розважальний канал

#### Колишній
- Channel V Philippines — співвласник із STAR TV (тепер Disney Networks Group Asia Pacific) і Fox Networks Group Philippines (тепер The Walt Disney Company Philippines)
- QTV/Q — співвласник із Zoe Broadcasting Network
- Fox Filipino — співвласник компанії Walt Disney
- GMA News TV — тепер міжнародний канал з 2021 року

### Міжнародний
- GMA Pinoy TV — запущений у 2005 році, головний міжнародний канал GMA Network, Inc.
- GMA Life TV — запущений у 2008 році, орієнтований на розваги та стиль життя
- GMA News TV — запущений у 2011 році, зосереджений на новинах

## Радіостанції

### Super Radyo
- DZBB 594 (Маніла)
- DZSD 1548 (Дагупан)
- DYSP 909 (Пуерто-Принсеса)
- DYSI 1323 (Ілоїло)
- DYSB 1179 (Баколод)
- DYSS 999 (Себу)
- DXRC 1287 (Замбоанга)
- DXGM 1125 (Давао)

### Barangay FM
- DWLS 97.1 (Маніла)
- DWRA 92.7 (Багіо)
- DWTL 93.5 (Дагупан)
- DWWQ 89.3 (Тугегарао)
- DWQL 91.1 (Люсена)
- DYHY 97.5 (Пуерто-Принсеса)
- DWCW 96.3 (Нага)
- DYMK 93.5 (Ілоїло)
- DYEN 107.1 (Баколод)
- DYRT 99.5 (Себу)
- DXLX 100.7 (Кагаян-де-Оро)
- DXRV 103.5 (Давао)
- DXCJ 102.3 (Генерал-Сантос)

## Дочірні компанії
- Alta Productions Group, Inc.
- Citynet Network Marketing and Productions, Inc.
- GMA International
- GMA Network Films, Inc. (GMA Pictures)
- GMA New Media, Inc.
  - Digify, Inc.
  - GMA Affordabox
- GMA Worldwide, Inc.
- MediaMerge Corporation
- RGMA Marketing and Productions (GMA Music)
  - AltG Records
  - GMA Playlist
- Scenarios, Inc.
- Script2010, Inc.

## Відділи
- GMA Entertainment Group
- GMA Integrated News
- GMA Kapuso Foundation
- GMA Public Affairs
- GMA Radio
- GMA Regional TV
- GMA Sports
- Sparkle GMA Artist Center
- Synergy: A GMA Collaboration

## Зовнішні посилання
- Офіційний сайт